# Tramvia de l'Horta Sud
El Tramvia o Metro lleuger de l'Horta Sud, també anomenat línia T8, era un projecte de línia de tren metropolità de Metrovalència inclosa al Pla d'Infraestructures Estratègiques 2010-2020 de la Generalitat Valenciana. Es pretenia unir importants poblacions de l'Horta Sud i Oest amb València pel mitjà del terminal València-Sud i recórrer 16 pobles per vies arran de terra, amb l'excepció de Manises i Quart de Poblet, on passaria davall terra. Es preveia que s'hi emprara trens lleugers del tipus híbrid com els que actualment funcionen a la resta de la xarxa de tramvies de València. Es proposava una connexió amb altres línies del sud de la xarxa, com també la projectada i encara sense construir Línia Orbital.

## Aquesta línia donarà servei a
- Hospital la Nova Fe - Nova Fe.
- Interconnexió entre els pobles de l'Horta Sud i Oest.

## Estacions del Tramvia de l'Horta Sud

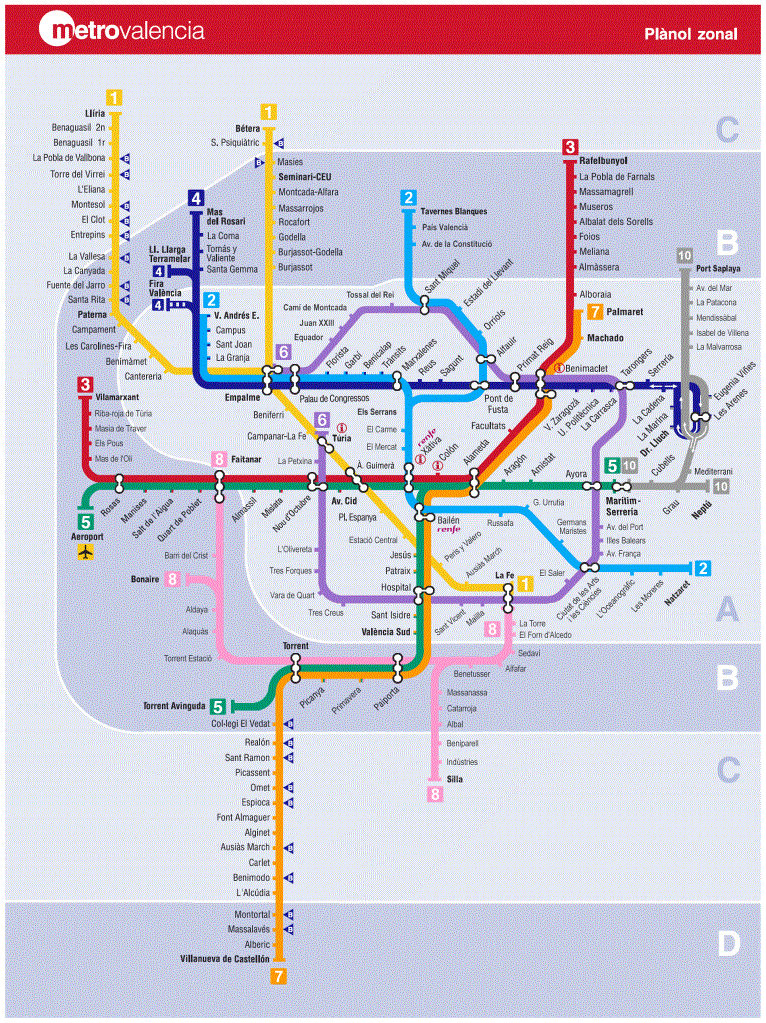
Futures línies de metro a València, amb la línia de l'Horta Sud en rosa a baix